# De Armas e Bagagens
De Armas e Bagagens (portugiesisch für: Mit Waffen und Gepäck, sinngemäß: Mit Sack und Pack) ist ein Dokumentarfilm der portugiesischen Regisseurin Ana Delgado Martins aus dem Jahr 2013. Gelegentlich wird der Film auch mit seinem längeren Alternativtitel geführt: De Armas e Bagagens – Costa dos Esceletos (portugiesisch für: Mit Waffen und Gepäck – Die Skelettküste).

## Handlung
Der Film fragt die Zuschauer, was sie mitnehmen würden, wenn sie ihr Zuhause verlassen müssten, ohne zu wissen, ob sie jemals wieder zurückkämen. Er zeigt die Geschichte der fast 300.000 Portugiesen, die die ehemalige portugiesische Überseeprovinz Angola nach der Unabhängigkeit 1975 bei Ausbruch des angolanischen Bürgerkriegs verließen. Über 100.000 von ihnen waren in Angola geboren und aufgewachsen, teils in dritter und vierter Generation.
Porträtiert werden persönliche Geschichten von dramatischen, oftmals lebensgefährlichen Fluchten. Private Fotografien und Super-8-Filme helfen dabei, das Leben der Siedler vor und während der panischen Flucht zu zeigen. Insbesondere im Süden Angolas, wo der Portugiesische Kolonialkrieg zuvor kaum stattgefunden hatte, gerieten die portugiesischstämmigen Bewohner angesichts des plötzlich ausbrechenden Bürgerkriegs in Panik und versuchten über Land, See und Luft auszureisen. Ein Teil sah aus geografischen, aber auch politischen Gründen nur in der Flucht über die Skelettküste nach Südwestafrika eine realistische Chance, vor allem jene aus den Ortschaften der Provinz Moçâmedes wie Moçâmedes, Porto Alexandre und andere.
Beladen mit allem möglichen Hab und Gut, riskierten sie dabei ihr Leben. Einige blieben aber auch, weil sie sich nicht mehr als Portugiesen, sondern bereits als Angolaner fühlten, andere kehrten später aus dem gleichen Grund wieder zurück. Heutige Aussagen von Zeitzeugen und aktuelle Aufnahmen der damaligen Schauplätze kontrastieren dabei mit den die Mühen dokumentierenden, aber auch nostalgischen historischen Aufnahmen der portugiesischen Bevölkerung im Süden Angolas.
Der Film beleuchtet dabei auch die Schwierigkeiten der Retornados aus Angola nach ihrer Ankunft in Portugal, wo der Angolanische Escudo nicht mehr in die früher gleichwertige Landeswährung Portugiesischer Escudo umgetauscht wurde und plötzlich wertlos war, der größte Teil ihres Besitzes (Farmen, Hausrat, Fahrzeuge, Unternehmen und Beteiligungen) verloren war und sich ein Neuanfang mit anderem Lebensgefühl und ohne nennenswerte Wurzeln in Portugal meist schwierig gestaltete.

## Produktion und Rezeption
De Armas e Bagagens wurde von der portugiesischen Produktionsgesellschaft Real Ficção (Rui Simões, Jacinta Barros) und der angolanischen Produktionsfirma África Zoom'In (António dos Reis) produziert, mit finanzieller Unterstützung der portugiesischen Filmförderungsanstalt ICA, des portugiesischen öffentlich-rechtlichen Fernsehens RTP und des MEDIA-Programms der EU.
Nach Vorpremieren 2013 in Angola und Portugal feierte der Film am 5. April 2014 beim FESTin-Filmfestival im Lissabonner Cinema São Jorge Premiere und wurde dort als bester Dokumentarfilm ausgezeichnet.
De Armas e Bagagens erschien 2014 als DVD bei Real Ficção in Portugal.